# János Martinek
János Martinek (n. 23 mai 1965, Budapesta, Republica Populară Ungară) este un sportiv ce a reprezentat Ungaria, medaliat olimpic. A participat la 2 ediții ale Jocurilor Olimpice (1988, 1996) în care a câștigat o medalie de aur și o medalie de bronz.